# Centrosaurus
Genre
Espèce
Centrosaurus (« lézard à pointe ») est un genre de grand dinosaure herbivore cératopsien nord-américain du Crétacé supérieur ayant vécu en Alberta (Canada) et au Montana (États-Unis).

## Liste desespèces
- C. apertus (Lambe, 1904)

Jusqu'à récemment le genre Centrosaurus contenait une seconde espèce, Centrosaurus brinkmani, celle-ci est aujourd'hui considérée comme faisant partie du genre Coronosaurus.

## Description
Centrosaurus mesurait 6 mètres de long, 2 mètres de haut et pesait 1,5 tonne. Il ne possédait qu'une seule corne, sur le museau, corne qui pouvait pointer autant vers l'avant que l'arrière ; la courbure de la corne est une caractéristique propre à chaque individu, tout comme le motif de rayures chez le zèbre. La collerette était modérément longue, ses bords présentaient de toutes petites cornes la faisant presque ressembler à une coquille Saint-Jacques ; les deux cornes les plus longues de la collerette s'étirent vers l'avant et ont tendance à se replier vers le bas. Il a été démontré que Centrosaurus était capable de se tenir debout sur deux pattes, mais à ce jour, personne ne sait exactement comment.
C'est le premier dinosaure chez qui a été diagnostiqué un cancer.

## Mode de vie

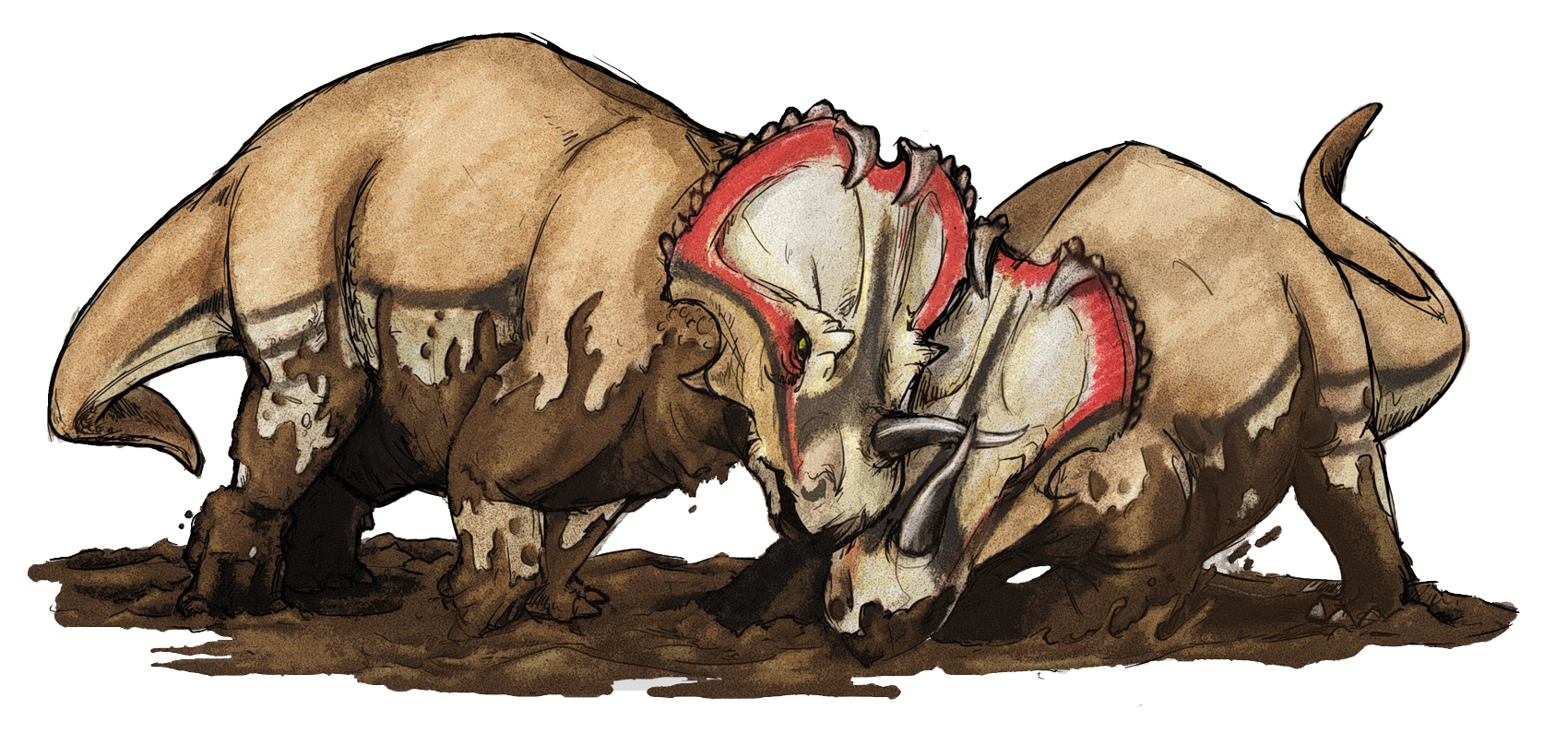
deux centrosaures lors d'un combat intraspécifique.

Comme chez les autres cératopsidés, la mâchoire de Centrosaurus était toute désignée pour la mastication de matériaux ligneux ; la collerette était un point d'attache pour les gros muscles des mâchoires. De grands cimetières de Centrosaurus ont été retrouvés dans le Parc provincial Dinosaur en Alberta. Ces cimetières sont supposés s'étendre sur des kilomètres et contenir des milliers d'individus, qui pourraient représenter un troupeau tué par un déluge ou une autre catastrophe naturelle. Certains pensent également qu'ils auraient pu trouver la mort en tentant de traverser une rivière gonflée par les eaux de crues. Le courant les aurait emportés et ils auraient péri noyés.